# Лыжные гонки на зимних Олимпийских играх 1952

Соревнования по лыжным гонкам на зимних Олимпийских играх 1952 года в Осло прошли с 18 по 23 февраля. Были разыграны 4 комплекта наград. Мужчины соревновались на дистанциях 18 и 50 км, а также в эстафете 4×10 км, а женщины разыграли медали на дистанции 10 км. По сравнению с предыдущей Олимпиадой 1948 года программа соревнований в мужских гонках изменений не претерпела. Женщины же впервые разыграли медали в лыжных гонках на Олимпийских играх. Интересно, что чемпионат мира среди женщин впервые был проведён лишь 2 года спустя, в 1954 году в шведском Фалуне. Все гонки проводились классическим стилем.
Старт и финиш всех гонок находился в Хольменколлене. В соревнованиях принимали участие 138 лыжников (118 мужчин и 20 женщин) из 19 стран.
Успешнее всех выступили финские лыжники: в женской гонке финки заняли весь пьедестал почёта, а в мужских гонках финны выиграли 5 наград из 7 возможных — 2 золота, 2 серебра и бронзу. Хозяева Олимпиады норвежцы сумели выиграть лишь 1 золото усилиями Хальгейра Брендена на дистанции 18 км.
Особенно впечатляющей была победа финнов в эстафете — даже несмотря на отсутствие в их составе олимпийского чемпиона на 50 км Вейкко Хакулинена (который выиграл у серебряного призёра на 50 км более 4,5 минут) финны выиграли на финише у норвежцев почти 3 минуты. Шведы, ставшие третьими, отстали от норвежцев на минуту, а французы проиграли бронзовым призёрам почти 7 минут, а чемпионам — почти 11.
Интересно, что самый возрастной участник лыжных гонок в Осло 40-летний норвежец Олав Экерн был близок к награде в гонке на 50 км, но уступил своему соотечественнику Магнару Эстенстаду 17 секунд и занял 4-е место.

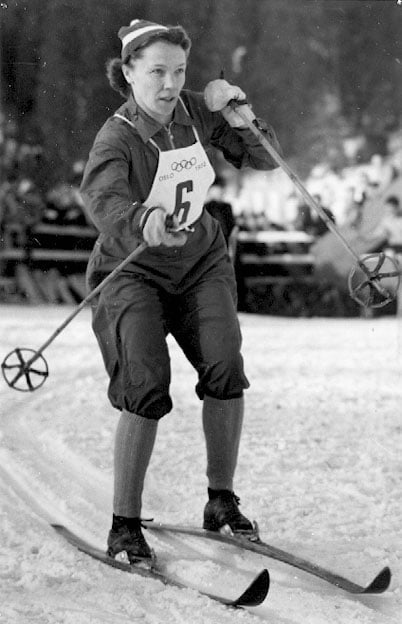
Лидия Видеман — первая в истории олимпийская чемпионка по лыжным гонкам

Финка Лидия Видеман, победившая на 10 км, стала первой в истории женщиной, выигравшей олимпийское золото в лыжных гонках. В женской гонке участвовали всего 20 лыжниц, из которых 2 не добрались до финиша. Первые 12 мест заняли представительницы Финляндии, Норвегии и Швеции. Ставшая 13-й немка Ханни Геринг уступила 12-му месту почти 3 минуты, а чемпионке — 9 минут.

## Медалисты

### Мужчины

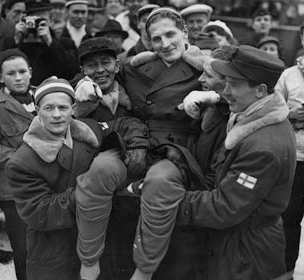
Финские лыжники качают своего тренера Вели Сааринена после победы в эстафете

| Дисциплина                     | Золото                                                                 | Серебро                                                                           | Бронза                                                                    |
| 18 км см. подробнее            | Хальгейр Бренден Норвегия                                              | Тапио Мякеля Финляндия                                                            | Пааво Лонкила Финляндия                                                   |
| 50 км см. подробнее            | Вейкко Хакулинен Финляндия                                             | Ээро Колехмайнен Финляндия                                                        | Магнар Эстенстад Норвегия                                                 |
| Эстафета 4×10 км см. подробнее | Финляндия · Хейкки Хасу · Пааво Лонкила · Урпо Корхонен · Тапио Мякеля | Норвегия · Магнар Эстенстад · Микал Киркхольт · Мартин Стоккен · Хальгейр Бренден | Швеция · Нильс Тепп · Сигурд Андерссон · Энар Юсефссон · Мартин Лундстрём |

### Женщины
| Дисциплина          | Золото                  | Серебро                   | Бронза                   |
| 10 км см. подробнее | Лидия Видеман Финляндия | Мирья Хиетамиес Финляндия | Сийри Рантанен Финляндия |

## Общий медальный зачёт
(Жирным выделено самое большое количество медалей в своей категории)
| Общее количество медалей |           |        |         |        |       |
| Место                    | Страна    | Золото | Серебро | Бронза | Всего |
| 1                        | Финляндия | 3      | 3       | 2      | 8     |
| 2                        | Норвегия  | 1      | 1       | 1      | 3     |
| 3                        | Швеция    | 0      | 0       | 1      | 1     |

## Интересные факты
Олимпийский дебютант 27-летний финн Вейкко Хакулинен победил на дистанции 50 км с результатом 3 часа 33 минуты и 33 секунды.